# 諸西班牙教長

羅馬帝國西班牙行省基督教主教區

諸西班牙教長（西班牙語：Primado de las Españas）是伊比利亞半島的基督教長，伊比利亞半島在歷史上被稱為埃斯巴尼亞（拉丁語：Hispania）或諸西班牙（西班牙語：Españas）。自中世紀以來，葡萄牙的布拉加大主教就宣稱對整個伊比利亞半島具有至高無上的地位，但今天他的教長地位僅在葡萄牙得到承認。西班牙托萊多大主教自稱為西班牙教長（西班牙語：Primado de las España），總攝西班牙境內的所有主教座，並且高於所有其他主教。此外加泰羅尼亞的塔拉戈納大主教也使用這一頭銜。布拉加、托萊多和塔拉戈納的大主教如果晉升為樞機，則會被稱為樞機-教長（西班牙語：Cardenal Primado）。